# Cael Lokoka Mboyo
Cael Lokoka Mboyo es un deportista congoleño que compitió en judo. Ganó una bronce en el Campeonato Africano de Judo de 2010, en la categoría de –60 kg.

## Palmarés internacional
| Campeonato Africano | Campeonato Africano | Campeonato Africano | Campeonato Africano |
| Año                 | Lugar               | Medalla             | Categoría           |
| ------------------- | ------------------- | ------------------- | ------------------- |
| 2010                | Yaundé (Camerún)    | Medalla de bronce   | –60 kg              |